# ルイ・レミー・ミニョー
ルイ・レミー・ミニョー（Louis Rémy Mignot、1831年2月3日 - 1870年9月22日）は、フランス人の両親を持つアメリカ合衆国の画家である。

## 略歴
サウスカロライナ州のチャールストンで生まれた。父親は菓子製造業を営んでいた。両親はフランス、ノルマンディーのグランヴィルの出身で、1830年のフランス7月革命後にアメリカ合衆国に移民として渡ってきた。弟に後にオランダのタバコ会社、Mignot & De Blockの創業者となるアドルフ・ミニョー（Adolph John Mignot）がいる。1834年に母親が没した後、父親はフランス移民の女性と再婚した。ミニョーの父親は画家になることに反対していたが1848年に父親が病死した後、オランダに渡り、デン・ハーグで風景画家のアンドレアス・スヘルフハウトに学んだ。
1855年にアメリカ合衆国に帰国し、ニューヨークにスタジオを開き、風景画を描いた。1857年にはフレデリック・エドウィン・チャーチとともにパナマ、エクアドルに数ヶ月滞在し、南米の風景を描いた作品も描いた。1858年に、ナショナル・アカデミー・オブ・デザインの準会員に選ばれ、翌年正会員となった。
1861年に南北戦争が始まると、1862年7月にヨーロッパに渡りロンドンに住んだ。ロンドンではロイヤル・アカデミー・オブ・アーツの展覧会に出展した。その後、パリに引かれ、スタジオを持ち、パリの風景を描き、サロン・ド・パリに出展した。1870年の普仏戦争とパリ・コンミューンの混乱の中、感染症を患い、イギリスに戻ったが1870年9月にブライトンで没した。

## 作品

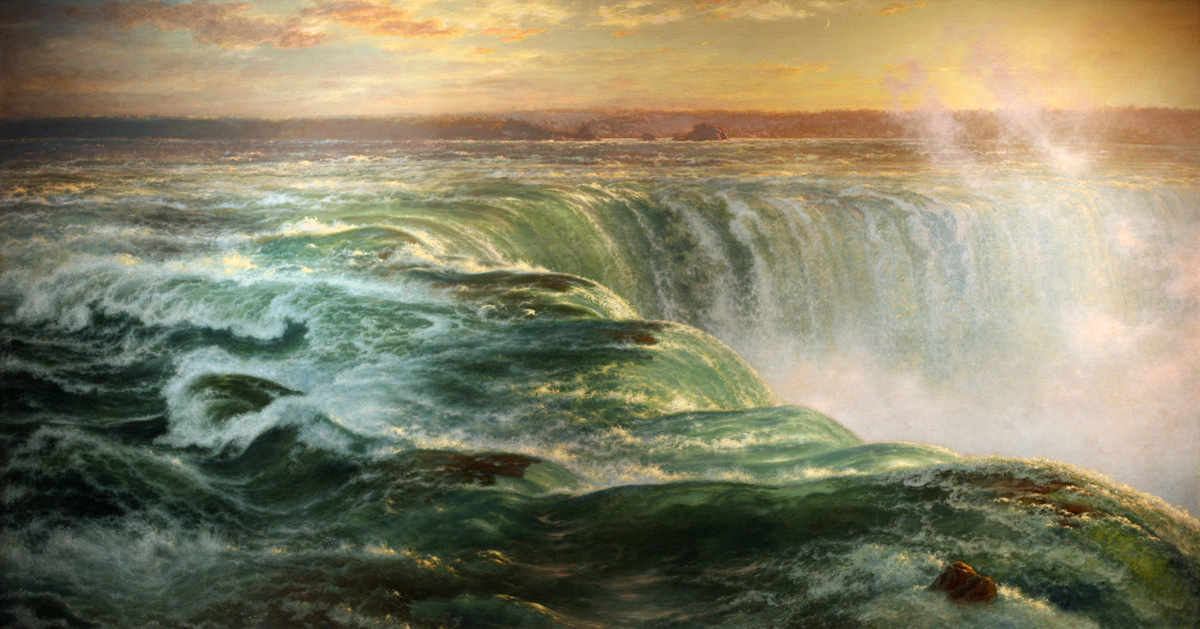
ナイアガラの滝 (1866)
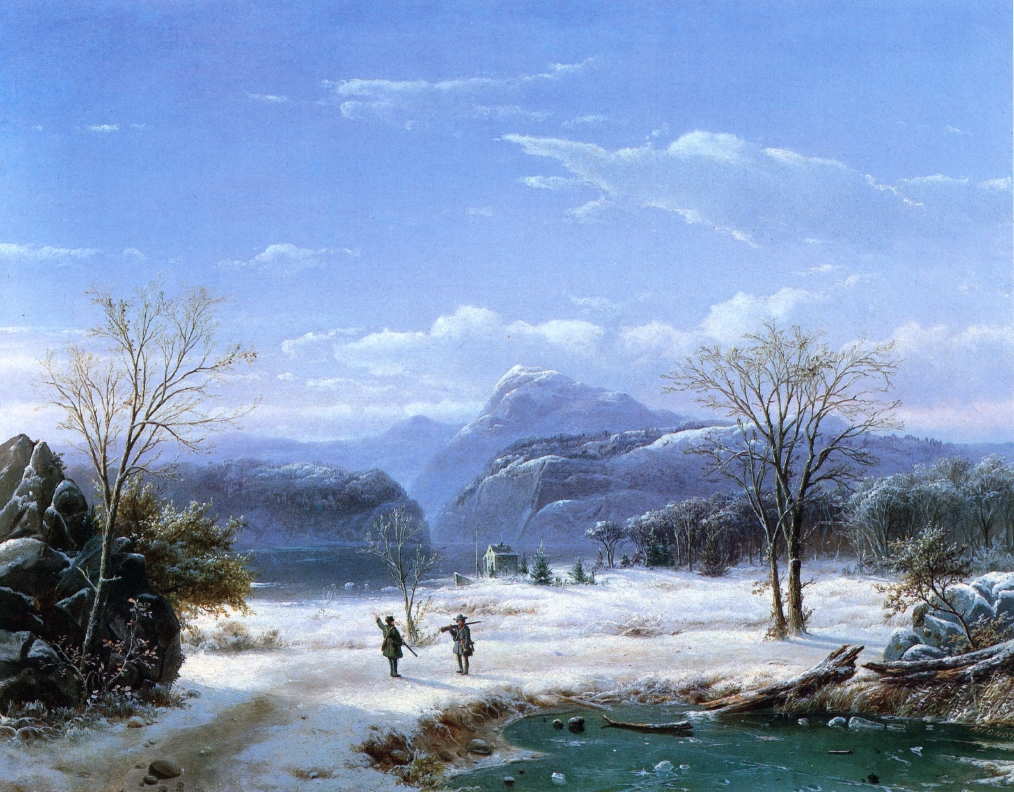
猟師のいる冬景色 (1856)
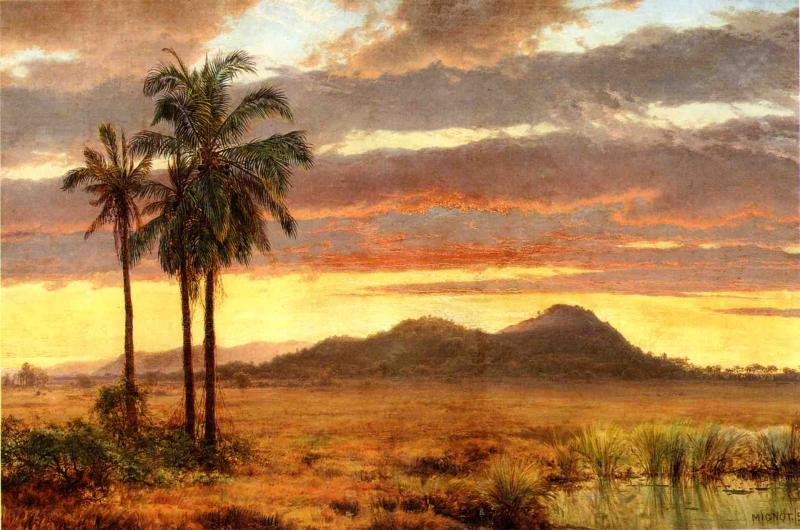
南国の風景 (1858)
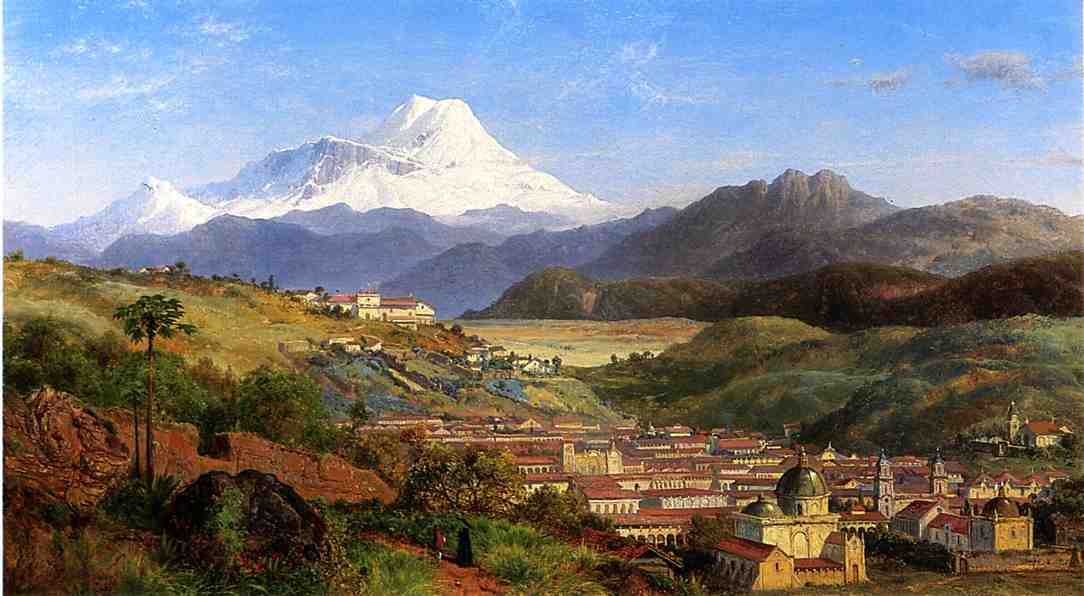
チンボラソ山(エクアドル)
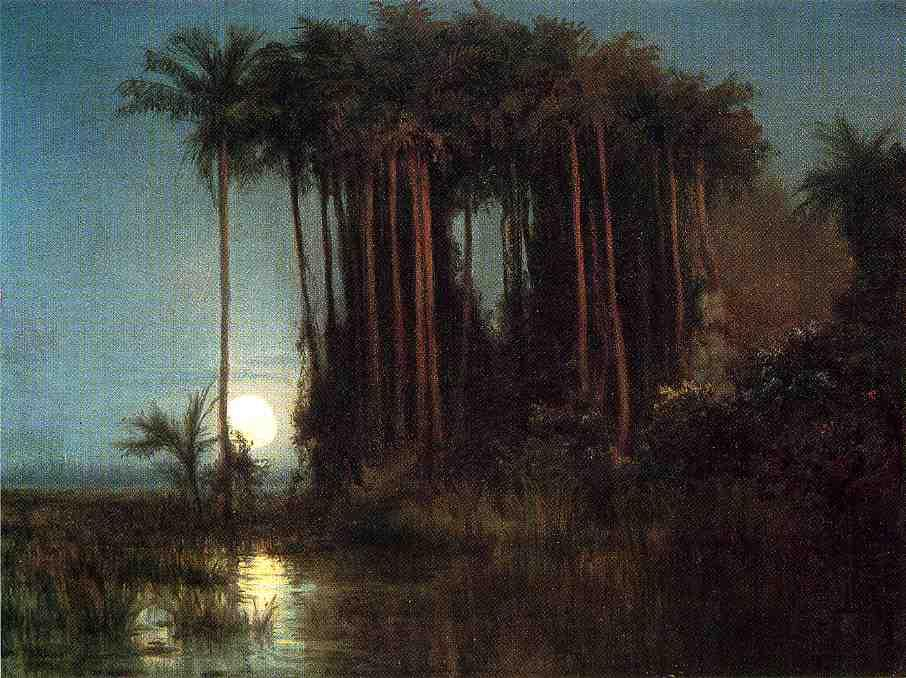
エクアドルの風景
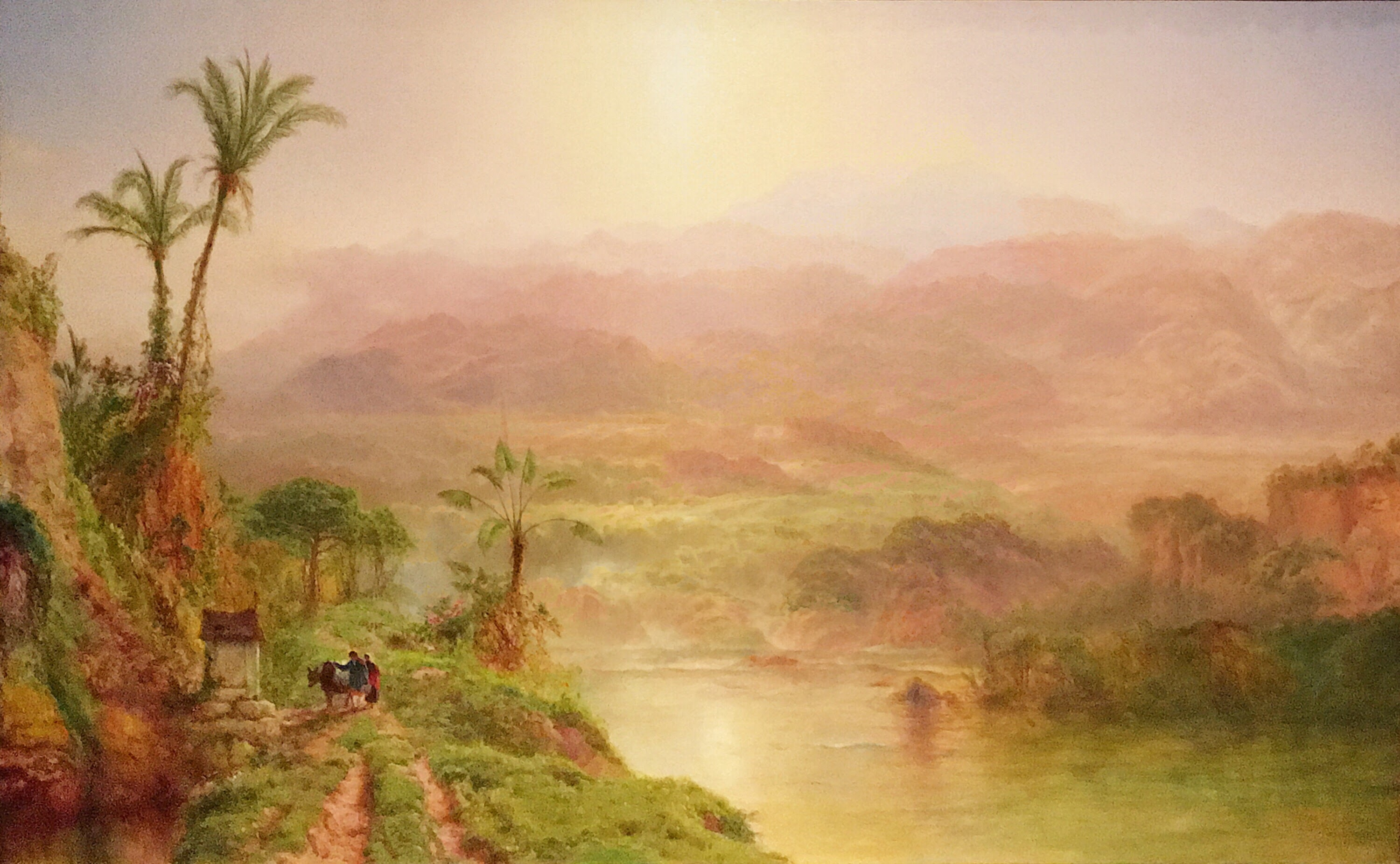
グアヤキルの風景